# 대니얼 메이스

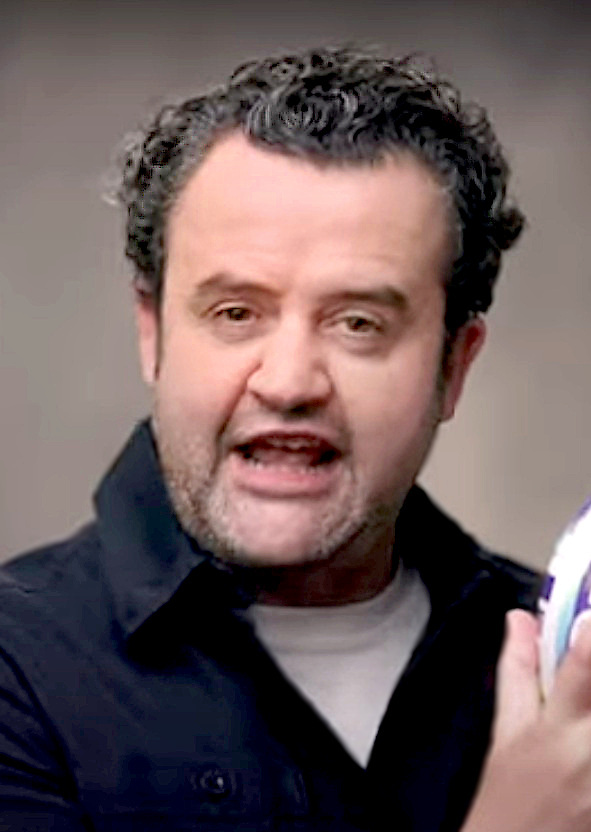
Daniel Mays 2025

대니얼 메이스(Daniel Mays, 1978년 3월 31일 ~ )는 잉글랜드의 배우이다. 영국 아카데미 텔레비전상 남우조연상 후보에 두 차례 지명되었다.

## 출연 작품

### 영화
- 진주만 (2001)
- 전부 아니면 무 (2002)
- 베라 드레이크 (2004)
- 시크릿 라이프 오브 워즈 (2005)
- 어느 멋진 순간 (2006)
- 어톤먼트 (2007)
- 뱅크 잡 (2008)
- 미스터 노바디 (2009)
- 내니 맥피 2: 유모와 마법소동 (2010)
- 메이드 인 다겐함 (2010)
- 틴틴: 유니콘호의 비밀 (2011)
- 테이크 다운 (2013)
- 빅터 프랑켄슈타인 (2015)
- 로그 원: 스타워즈 스토리 (2016)
- 더 라임하우스 골렘 (2016)
- 인필트레이터: 잠입자들 (2016)
- 1917 (2019) - 샌더스 역
- 스위밍 위드 맨 (2018)
- 치킨 런: 너겟의 탄생 (2023) - 목소리
- 히피 히피 셰이크 (미개봉)

### 텔레비전
- 이스트엔더스 (2000)
- 더 빌 (2001)
- 허슬 (2010)
- 애시스 투 애시스 (2010)
- 닥터 후 (2011)
- 라인 오브 듀티 (2016)
- 멋진 징조들 (2019)
- 벤자민 프랭클린 (예정)